# Paulus Züblin
Paulus Züblin, auch Paul Züblin oder Paul Zubli (* 12. September 1709 in St. Gallen; † 2. August 1760 in New Amsterdam; heimatberechtigt in St. Gallen), war ein Schweizer Plantagenbesitzer, Sklavenhalter und Justizrat in der niederländischen Kolonie Berbice.

## Leben

### Familie
Paulus Züblin gehörte zur Unternehmerfamilie Züblin und war der Sohn des Zeugmachers Ambrosius Züblin (* 9. Dezember 1681 in St. Gallen; † 11. Dezember 1748 ebenda) und von dessen Ehefrau Anna Magdalena (* 17. Februar 1687 in St. Gallen; † 11. November 1755 ebenda), der Tochter von Paul Spengler (1659–1730).
Seine Schwester Elisabeth Züblin (* 18. September 1714 in St. Gallen; † 27. April 1788 ebenda) war mit dem Prediger Caspar Tobias Zollikofer von Altenklingen (* 13. Februar 1723 in St. Gallen; † 30. Januar 1800 ebenda) verheiratet.
Züblin war ein Enkel des St. Galler Bürgermeisters Jacob Züblin.
1749 heiratete Züblin in Fort Nassau im heutigen Guyana die Niederländerin Cornelia Gertrud Versteer (* 17. Mai 1733 in Venlo; † 24. März 1800 in Amsterdam), die Tochter des aus einer Müllersfamilie stammenden Offiziers Jan Justus Versteer und von dessen Ehefrau Johanna Dorothea (geb. Lössner); gemeinsam hatten sie sechs Kinder, die zwischen 1750 und 1760 in Berbice geboren wurden, von denen eines jedoch bereits kurz nach der Geburt verstarb. Seine Tochter Magdalena Johanna Züblin (* 27. April 1750 in Berbice; † 23. April 1784 in Bürglen) heiratete 1774 den Juristen Johann Georg Zollikofer von Altenklingen (1751–1809), den Sohn des Predigers Caspar Tobias Zollikofer von Altenklingen.
Nach dem Tod von Paulus Züblin heiratete dessen Witwe in zweiter Ehe Adriaan Gillissen, der die Plantage Zublis Lust verwaltete; dessen Schwager Ambrosius Züblin und er selbst wurden 1763 während eines Sklavenaufstands in Berbice getötet.
Cornelia Gertrud Versteer sowie ihr zweitjüngster Sohn Paulus Züblin, der Zublis Lust vermutlich bis 1786 geführt hatte, blieben bis in die 1790er Jahre im Plantagengeschäft in Berbice engagiert, während sich die meisten übrigen Kinder in den Niederlanden niederliessen. Paulus Züblin gilt als Begründer der holländischen Linie der Familie Züblin.

### Werdegang
Zur Kindheit und Jugend von Paulus Züblin liegen keine Hinweise vor.
In den 1720er Jahren wanderte er über Holland in die niederländische Kolonie Berbice an der nordöstlichen Küste von Südamerika aus. Nach seiner Ankunft beantragte er, gemeinsam mit dem in Amsterdam lebenden Schweizer Kaufmann Nicolaas Huber, Land für je eine Plantage von 200 Hektaren samt Sklavinnen und Sklaven, welches ihnen die Sozietät von Berbice (siehe Sozietät von Suriname) 1736 zusprach. Die Grundstücke wurden 1740 vermessen und erschienen bereits ab dem gleichen Jahr auf verschiedenen Karten als Kaffee- und Nahrungsmittelplantagen am Mittellauf des Berbice-Flusses, ca. fünf Kilometer nördlich von Fort Nassau. Züblin leitete die Plantage direkt in Berbice als auch von Holland aus.
Er fand in dieser Region ein eidgenössisches und vor allem stadtsanktgallisches Netzwerk vor. Gegenüber seiner Plantage Zublis Lust lag die Kaffee- und Baumwollplantage Helvetia, seit 1737 in den Händen von Angehörigen der St. Galler Familien Rietmann, Högger und Schlumpf, und in unmittelbarer Nähe befand sich Slingelant von Thomas Ott aus dem Schaffhauser Zweig der Familie Ott. Weiter flussaufwärts lagen Engeleburgh und Altenklingen, die unter der Verwaltung von Robert Sollicoffre aus der St. Galler Kaufmannsfamilie Zollikofer standen.
Aus einem Wechselbrief von 1750 geht hervor, dass auf Zublis Lust und auf der von Züblin für Huber verwalteten Plantage Hubers Burgh (auch Hubertsburg) rund 50 versklavte Menschen indigener und vor allem afrikanischer Herkunft verzeichnet waren. Züblin beantragte 1743 die Freilassung eines Kindes namens Paulus, Sohn einer auf Züblins Plantage versklavten Indigenen, und die Freilassung eines Jungen namens Nicolaas, dessen Mutter eine Sklavin namens Anna auf der Plantage Hubers Burgh war. Beiden Anträgen wurde stattgegeben. In einem Antrag deuteten Hinweise auf eine Vaterschaft von Züblin hin.
1747 wurde er als Justizrat Mitglied des Gremiums, das zusammen mit dem Gouverneur die Geschicke der Kolonie lenkte.
Er wohnte in den 1750er Jahren überwiegend in Nieuw Amsterdam und arbeitete als Administrator der Zuckerplantage De Herstelling, der damals wohl grössten Plantage der Kolonie.
Nach seinem Tod wurde der St. Galler Jakob Stähelin für kurze Zeit Verwalter der beiden Plantagen Zublis Lust und Hubers Burgh. 1786 leitete der aus Stein am Rhein verbannte Johann Conrad Winz die Plantage.

## Siehe
- Schweizer Kolonialismus
- Schweizerisch-surinamische Beziehungen